# Pentacalia abietina
Pentacalia abietina là một loài thực vật có hoa trong họ Cúc. Loài này được (Willd. ex Wedd.) Cuatrec. mô tả khoa học đầu tiên năm 1981.